# Brimbale (pêche sur glace)
Pour les articles homonymes, voir Brimbale.
La brimbale est un d'un équipement de pêche sur glace. 
Il en existe plusieurs types dont la plus connue consiste en une ligne lestée munie d'un ou de plusieurs hameçons appâtés qui est enroulée sur un levier monté sur un poteau qui est fixé par la neige de glace placée près d'un trou qui a été auparavant percé par une perceuse à glace sur étang, rivière ou lac glacé. 